# Радмила Смиљанић (сопран)
Радмила Смиљанић (Бања Лука, 25. јули 1940) српска је оперска примадона, сопран, некадашња првакиња Опере Народног позоришта у Београду и члан Сената Републике Српске. Носи звање професора емеритуса и редовни је професор на Катедри за соло пјевање Факултета музичке умјетности Универзитета умјетности у Београду, Факултету музичке уметности Универзитета уметности у Београду, Академији умјетности Универзитета у Бањој Луци и Музичкој академији Универзитета у Источном Сарајеву.

## Биографија
Рођена је у Бањој Луци. Основна школа Бранко Смиљанић у Градишци носи име по њеном оцу који је у Градишци поставио темеље музичке културе и ове школе. Радмила Смиљанић је мајка Николе Мијаиловића. Основну и средњу школу је завршила у Бањој Луци. Са 16 година је била најбољи ученик средње музичке школе у Бањој Луци. Током каријере је наступала са Мариом дел Монаком, Пласидом Доминком, Хосеом Карерасом, Ђузепеом ди Стефаном и другима.
Постала је Сенатор Републике Српске у другом сазиву Сената 2009. године.

## Признања
- Награда за животно дјело Савеза музичких и балетских педагога Србије 2006. године.[2]